# Ophisma subplaga
Ophisma subplaga är en fjärilsart som beskrevs av Bethune-Baker 1906. Ophisma subplaga ingår i släktet Ophisma och familjen nattflyn. Inga underarter finns listade i Catalogue of Life.